# Jim DeRogatis
Jim DeRogatis (* 2. září 1964) je americký novinář a spisovatel. Narodil se ve městě Jersey City. Společně s Gregem Kotem moderuje rozhlasový pořad Sound Opinions na chicagské stanici WBEZ (rovněž vysíláno přes NPR). Mezi hosty pořadu patřili například hudebníci Yoko Ono, Tom Petty, John Cale, Laurie Anderson nebo skupiny Arcade Fire a The Strokes. Roku 1982 vedl jeden z posledních rozhovorů s hudebním kritikem Lesterem Bangsem. Později napsal jeho biografickou knihu. V roce 1992 začal psát pro magazín Chicago Sun-Times, později přispíval například do časopisu Rolling Stone.

## Dílo
- Kaleidoscope Eyes: Psychedelic Rock from the '60s to the '90s (1996)
- Let it Blurt: The Life and Times of Lester Bangs, America's Greatest Rock Critic (2000)
- Turn On Your Mind: Four Decades of Great Psychedelic Rock (2003)
- Kill Your Idols (2004)
- Staring at Sound: The True Story of Oklahoma’s Fabulous Flaming Lips (2006)
- Sheperd Paine: The Life and Work of a Master Modeler and Military Historian (2008)
- The Velvet Underground: An Illustrated History of a Walk on the Wild Side (2009)
- The Beatles vs. The Rolling Stones: Sound Opinions on the Great Rock 'n' Roll Rivalry (2010)